# Мост код Чепура
Моравско село Чепуре смештено је на десној обали ове реке између Параћина и села Рашевице. Иако је на овом простору одувек постојала скелска веза, људи су хтели да не зависе од ћуди реке, већ да она буде стална и сигурна. Зато је поред овог села, а на путу Чепуре-Шавац-Рашевица подигнут импозантан мост, једанаести по реду на Великој Морави гледано хронолошким редом. 

## Архитектонске карактеристике
У њега је уграђено 2.175 кубних метара бетона,212 тоне арматуре, 230 тона ужади и око 30 000 кубних метара моравског шљунка.
Мост је дугачак 257 метара, а широк 8,3m. Мост се састоји из две целине. Источни, већи део моста лежи на челичним носачима, а западни део на бетонским носачима. Целокупна конструкција моста постављена је на три бетонска стуба и два обална. Сва три средња су различите конструкције. Велика висина моста прилагођена је евентуалној пловности Мораве. Мост је намењен двосмерном саобраћају и асфалтиран је као и пут који гравитира мосту. Главни извођач радова била је грађевинска фирма "Мостоградња" из Београда. Свечано пуштање моста у саобраћај обављено је 24. новембра 1986. године поводом Дана Републике.